# Rosalvo Acioli Júnior
Rosalvo Acioli Cavalcanti Júnior (Maceió, 15 de junho 1955) é jornalista, poeta, crítico literário e editor brasileiro.

## Biografia
Estreou na literatura em 1984 com Sonhos Imaginários (Poesia), livro recomendado para publicação por Luciana Stegagno Picchio e prefaciado por Lêdo Ivo. A obra recebeu o Prêmio Gustavo Paiva de Melhor Livro de Poesia em 1985, promovido pela Academia Alagoana de Letras (AAL), e  foi indicada ao Prêmio Jabuti de Literatura na categoria de Melhor Livro de Poesia em 1985, promovido pela Câmara Brasileira do Livro (CBL), e ao Prêmio Olavo Bilac de Melhor Livro de Poesia em 1986, promovido pela Academia Brasileira de Letras (ABL).
Publicou Maceió (Poesia) em 1987 e co-organizou o livro Jornal de Alagoas – 80 Anos em 1988.
Integrou a Antologia da Nova Poesia Brasileira, organizada e selecionada por Olga Savary, publicada em 1992 pela Fundação Rio/Rio Arte, Prefeitura da Cidade do Rio de Janeiro.
Fundou e edita desde 2010 a revista Página Aberta, que publica textos inéditos de escritores brasileiros e estrangeiros.
Organiza desde 2011, através da revista Página Aberta, o Fórum Literário Internacional em Maceió, Alagoas, Brasil. A primeira edição do fórum teve a participação dos escritores brasileiros Antonio Carlos Secchin, José Castello, Olga Savary e Pedro Maciel e dos escritores estrangeiros Andrea Ragusa (Itália) e Liliana Heer (Argentina).
A segunda edição do fórum, realizada em 2013, teve a participação dos escritores brasileiros Gilberto Mendonça Teles, Antônio Miranda e Gilberto Araújo e dos escritores estrangeiros Catherine Dumas (França) e Rumen Stoyanov (Bulgária).
Publicou, em 2012, o livro de ensaios e de crítica literária Tempo de Memória.
Em 2014, publicou o livro Inventário de cinzas (Poesia)
Também em 2014, publicou em Sófia, Bulgária, o livro Árvores tristes (Poesia), um conjunto de poemas com seleção, tradução e prefácio do poeta, filólogo e doutor Rumen Stoyanov, professor das disciplinas Civilização e Literatura brasileira e lusófona, tradução narrativa do espanhol e do português e de estudos Latino Americanos na Universidade de Sófia.

### Poesia
- Sonhos Imaginários, Global Editora, São Paulo: 1984.
- Maceió, Editora Senha, Maceió: 1987.
- Inventário de cinzas, Editora Íbis Libris, Rio de Janeiro: 2014.
- Árvores tristes (Тъжни Дървета) – Edição bilíngue – Seleção, tradução e prefácio de Rumen Stoyanov. Editora Ogledalo, Sófia, Bulgária: 2014.

### Ensaio
- Tempo de Memória, Imprensa Oficial Graciliano Ramos, Maceió: 2012.

### Coletânea
- Coletânea de Poetas Novos, Departamento de Assuntos Culturais da Secretaria de Educação e Cultura de Alagoas (SENEC)/Departamento de Assuntos Culturais do Ministério da Cultura (MEC), Igasa, Maceió, Alagoas: 1978.
- Orquídea, Lenda & Vida, de Luiz de Araújo Pereira, Sergasa, Maceió: 1989.

### Antologias
- Antologia – 32 Poetas Inéditos, Plaquete mimeografada, Maceió, Alagoas:1985.
- Antologia da Nova Poesia Brasileira, Fundação Rio / Rio Arte, Prefeitura da Cidade do Rio de Janeiro, Editora Hipocampo, Rio de Janeiro: 1992.

### Sobre o autor
- CARVALHO, Anete. Presença de Rosalvo Acioli na Literatura, Imprensa Oficial Graciliano Ramos, Maceió: 2012.